# Lydia Lunch
Lydia Lunch, geboren als Lydia Koch (Rochester (New York), 2 juni 1959) is een Amerikaans zangeres, dichteres, schrijfster en actrice. Lunch staat met name bekend om haar confronterende presentaties met thema's als seks, geweld en het anti-establishment zijn.

## Biografie
Lunch groeide op in Rochester en was de tweede van vier kinderen. Haar moeder was huisvrouw en haar vader verkocht stofzuigers. Haar moeder was zorgzaam maar haar vader was gewelddadig. Lunch was het slachtoffer van seksueel misbruik door haar vader dat begon toen ze 6 of 7 jaar was. Haar ouders stierven allebei begin jaren negentig.Op 13-jarige leeftijd begon ze in opstand te komen. 
Op 14-jarige leeftijd liep ze van huis weg en op 16-jarige leeftijd verhuisde ze naar New York. Daar was ze enige tijd groupie van onder andere Suicide, waarna ze een carrière begon als kunstenares/muzikante, voornamelijk actief in de No wave-scene. Ze richtte de band Teenage Jesus and the Jerks op, waarvan een bijdrage verschijnt op het beroemde door Brian Eno geproduceerde album No Wave, New York. In vervolg daarop verschijnen nog een aantal albums en een ep in Limbo met onder andere Thurston Moore op basgitaar. Er verschijnt een split-ep met Nick Caves The Birthday Party. Begin jaren tachtig heeft ze een korte tour door Engeland met haar band, maar kort voor de tournee ontslaat ze de complete band en vertrekt naar London om daar de reeds geboekte optredens als voorprogramma van The Cure (ten tijde van hun duistere Pornography-album) in haar eentje te doen. Later zou ze vooral bekend worden als spoken word-poëte. Dit doet ze als soloartieste, maar ook vaak met gitarist Rowland S. Howard. Ze werkte samen met onder anderen J. G. Thirlwell van de band Foetus, Nick Cave, Billy Ver Plank, Steven Severin, Robert Quine, Sadie Mae, Michael Gira (Swans), The Birthday Party, Einstürzende Neubauten, Sonic Youth, Die Haut, Omar Rodriguez-Lopez. In New York doet ze in de vroege jaren tachtig een aantal voordrachten, waarbij een van de 'toeschouwers' het podium beklimt en haar neersteekt met een mes inclusief nep-bloed. De geënsceneerde moord is eigenlijke performance, waar de overige toeschouwers niet van op de hoogte waren. Richard Kern was de acterende moordenaar bij deze performance.
Met Kim Gordon speelt ze in het kortbestaande project Harry Chews.
Als actrice speelde ze een aantal expliciete gewelddadige en pornografische rollen in een aantal Cinema of Transgression-films van Richard Kern, onder andere de film Fingered waarin Lunch in scènes meespeelt waarin ze zichzelf fistfuckt en samen haar vriend in de film een meisje verkracht op de motorkap van een auto. Het in 1995 verschenen fotoboek 'New York Girls' van Richard Kern heeft een voorwoord van Lydia Lunch. Lunch werkt vanaf ongeveer 2000 ook samen met de Franse dj Philippe Petit op basis van vrije improvisatie met tekst en soundscapes. In de film Kill Yr Idols (vernoemd naar de ep van Sonic Youth) over de No Wave scene van 1978-1980 en de No Wave Revival stroming van begin jaren 2000 komt ze een aantal maal aan het woord in een interview, waarin ze ze zich negatief uitlaat over de volgens haar onterechte koppeling tussen de twee muzieklichtingen.
Lunch wordt vaak als voorloper en boegbeeld van de Riot Grrrl beweging beschouwd, zowel door de pers als door latere toonaangevende bands uit dit genre als Bikini Kill, Sleater Kinney, Hole, Le Tigre en Babes in Toyland.
In 2005 verlaat ze de Verenigde Staten om zich te vestigen in Barcelona, waar ze met haar man en dochter woont.

## Citaten
"I'm nihilistic, antagonistic, violent, horrible—but not obliterated, yet."
"I would be humiliated if I found out that anything I did actually became a commercial success."
"There're enough happy assholes out there, why should I be another one in the line..."
"It seems to me, that for over two thousand years now; mad-men, maniacs, and would be messiahs have been pilfering, have been pillaging, have been plundering, and have been raping the entire planet; and the way I see it, Mother Nature is getting pretty pissed off."
"No pornography exploits women. It exploits men. It’s the men that are made to look stupid, silly and ridiculous, chasing after the golden elixir. Women look beautiful, do what they wanna do and get paid for it."

## Discografie

### Muziek
- No New York, Teenage Jesus & the Jerks (compilation Antilles 1978)
- Babydoll b/w Freud In Flop, Teenage Jesus & the Jerks (7" / Lust/Unlust, 1979)
- Try Me b/w Staircase, Beirut Slump (7" / Lust/Unlust, 1979)
- Orphans b/w Less of Me, Teenage Jesus & the Jerks (7" / Migraine, 1979)
- Pink, Teenage Jesus & the Jerks (12" / Lust/Unlust, 1979)
- Pre-Teenage Jesus, Teenage Jesus & the Jerks (12" / ZE, 1979)
- Off White, James White and the Blacks (lp / ZE, 1979; also credited as Stella Rico)
- Queen of Siam, solo (lp / ZE, 1979)
- Diddy Wah Diddy b/w Dead Me You B-Side, 8-Eyed Spy (7" / Fetish, 1980)
- 8-Eyed Spy, 8-Eyed Spy (lp / Fetish, 1981)
- Live, 8-Eyed Spy (cassette / ROIR, 1981)
- Devil Dogs (live in Italy / unreleased, 1981)
- 13.13, solo (lp / Ruby Records, 1981)
- The Agony is the Ectasy, solo (split-12"-ep met The Birthday Party / 4AD, 1982)
- Some Velvet Morning, met Rowland S. Howard (12"-ep / 4AD, 1982)
- Der Karibische Western, Die Haut (12"-ep, 1982)
- Thirsty Animal, Einstürzende Neubauten (12"-ep, 1982)
- Boy-Girl, Sort Sol (7", 1983)
- Dagger & Guitar, Sort Sol (lp, 1983)
- In Limbo, met Thurston Moore (12"-ep / Widowspeak, 1984)
- Death Valley '69, met Sonic Youth (7", 1984)
- The Drowning of Lucy Hamilton, met Lucy Hamilton aka China Berg van MARS (12"-ep / Widowspeak, 1985)
- A Dozen Dead Roses, No Trend (lp, 1985)
- Heart of Darkness, met No Trend (10"-ep / Widowspeak, 1985)
- Death Valley '69, met Sonic Youth (12", 1986)
- Hysterie, compilation of recordings 1976-1986 (lp, 1986 / Widowspeak Records)
- The Crumb, met Thurston Moore (12"-ep / Widowspeak, 1987)
- Honeymoon In Red, met leden van The Birthday Party (lp, 1987)
- Stinkfist, met Clint Ruin (12"-ep, 1987)
- Naked In Garden Hills, Harry Crews (1989) (band met Kim Gordon en Sadie Mae)
- Don't Fear the Reaper, met Clint Ruin (12"-ep, 1991)
- Shotgun Wedding, met Rowland S. Howard (cd, 1991)
- A Girl Doesn't Get Killed by a Make Believe Lover...'cuz its Hot!, met My Life With the Thrill Kill Kult (cd's, 1991)
- Head On, Die Haut (cd / Triple X, 1992)
- Sweat, Die Haut (cd / Triple X, 1992)
- Twisted, solo (7", 1992)
- Unearthly Delights, solo (7", 1992)
- Transmutation + Shotgun Wedding Live in Siberia, met Rowland S. Howard (cd, 1994)
- Everything, Teenage Jesus & the Jerks (cd-re-issue/ Atavistic, 1995)
- Luncheone, 8-Eyed Spy (cd re-issue/ Atavistic, 1995)
- No Excuse b/w A Short History of Decay, met Lee Ranaldo) (7" / Figurehead, 1997)
- The Desperate Ones, met Glyn Styler) (cd-ep / Atavistic, 1997)
- York (First Exit To Brooklyn), met The Foetus Symphony Orchestra (cd, 1997)
- Matrikamantra, solo (cd, 1997)
- Widowspeak: The Original Soundtrack, solo best-of compilation (2 cd / NMC, 1998)
- Smoke In The Shadows, solo (cd / Atavistic, 2004)
- Omar Rodriguez-Lopez & Lydia Lunch, w. Omar Rodriguez-Lopez (ep / Willie Anderson Recordings 2007)
- Big Sexy Noise, met James Johnston, Terry Edwards, Ian White (cd / Sartorial Records, 2009)
- Amnesia, cd in limited edition met boek, Contemporanea, 2009
- Bowery Bass, met Leklo (White Label, 2010)
- Lydia Lunch / Philippe Petit – In Comfort, 2011, Vinyl, 12", Picture Disc, cz007 Comfortzone

### Gesproken woord
- Better An Old Demon Than A New God, Giorno Poetry Systems comp. f/ William S. Burroughs, Psychic TV, Richard Hell and others (1984)
- The Uncensored, solo (1984)
- Hard Rock, solo (split cassette w. Michael Gira / Ecstatic Peace, 1984)
- Oral Fixation, solo (12", 1988)
- Our Fathers who Aren't in Heaven, w. Henry Rollins, Hubert Selby Jr. and Don Bajema (1990)
- Conspiracy of Women, solo (1990)
- South of Your Border, w. Emilio Cubeiro (1991)
- POW, solo (1992)
- Crimes Against Nature, solo spoken-word anthology (Tripple X/Atavistic, 1994)
- Rude Hieroglyphics, w. Exene Cervenka (Rykodisc, 1995)
- Universal Infiltrators, (Atavistic, 1996)
- The Devil's Racetrack (2000)
- Flood Stains, w. Juan Azulay (2010)

## Filmografie

### Actrice
- She Had Her Gun All Ready (1978)
- Guerillere Talks (1978)
- Black Box (1979)
- Beauty Becomes the Beast (1979)
- The Offenders (1979-1980)
- Liberty's Booty (1980)
- Subway Riders (1981)
- The Wild World of Lydia Lunch (1983)
- Like Dawn to Dust (1983)
- Vortex (1983)
- Submit to Me (1985)
- The Right Side of My Brain (1985)
- Fingered (1986)
- Submit to Me Now (1987)
- Mondo New York (1987)
- Invisible Thread (1987)
- Cruel Tricks for Dear Friends (1990)
- The Road to God Knows Where (1990)
- Thanatopsis (1991)
- Visiting Desire (1996)
- Power of the Word (1996)
- The Heart is Deceitful Above all Things (2004)
- Kill Your Idols (2004)
- Flood Stains (2010)
- Bye Bye Blondie (2012)

### Schrijver
- The Right Side of My Brain (1985)
- Fingered (1986)

### Componist
- The Offenders (1980)
- Vortex (1983) (met John Lurie, Adele Bertei, Pat Place, Beth B en Scott B)
- The Right Side of My Brain (1985)
- Goodbye 42nd Street (1986)
- Fingered (1986)
- I Pass for Human (2004)

### Verteller
- American Fame Part 1: Drowning River Phoenix (2004)
- American Fame Part 2 (2004)
- Wild Tigers I Have Known (2005)

## Toneelstukken
(beide in samenwerking met Emilio Cubeiro)
- South of Your Border (1988)
- Smell of Guilt (1990)

### Stripverhalen
- AS-FIX-E-8 (1990, met Mike Matthews)
- Bloodsucker (1992, met Bob Fingerman)
- Toxic Gumbo (1998, met Ted McKeever)